# Wiay (Hébridas Exteriores)
Wiay (gaélico escocés: Bhuia o Fuidheigh) es una isla deshabitada, localizada en el archipiélago de las Hébridas Exteriores, en Escocia.
Está ubicada al sudeste de la isla de Benbecula y ocupa una superficie de aproximadamente 930 acres.
La isla albergaba una población de 6 habitantes en 1861, pero actualmente se encuentra deshabitada desde 1901.
- Datos: Q3057442
- Multimedia: Wiay, Outer Hebrides / Q3057442